# Liste der Monuments historiques in Rocquemont (Oise)
Die Liste der Monuments historiques in Rocquemont (Oise) führt die Monuments historiques in der französischen Gemeinde Rocquemont auf.

## Liste der Bauwerke
| Bezeichnung       | Beschreibung                  | Standort | Kennzeichnung | Schutzstatus | Datum | Bild           |
| ----------------- | ----------------------------- | -------- | ------------- | ------------ | ----- | -------------- |
| Kirche St-Laurent | Erbaut im 12./13. Jahrhundert | (Lage)   | PA00114842    | Inscrit      | 1951  | weitere Bilder |
| Friedhofskreuz    | 16. Jahrhundert               | (Lage)   | PA60000073    | Inscrit      | 2007  | weitere Bilder |

## Liste der Objekte

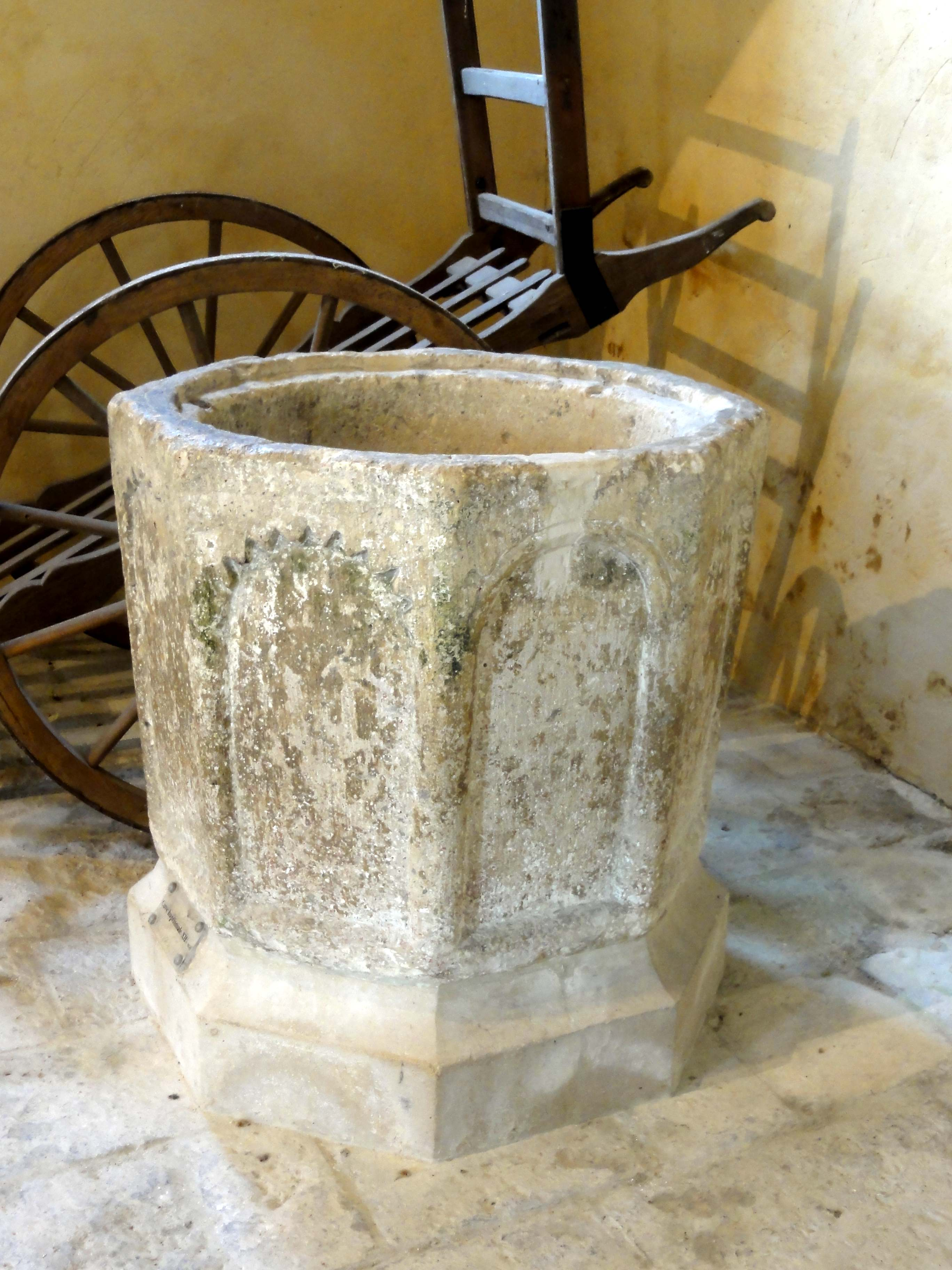
Taufbecken in Rocquemont

- Monuments historiques (Objekte) in Rocquemont (Oise) in der Base Palissy des französischen Kultusministeriums

Siehe auch: Taufbecken Rocquemont (Oise)